# Sankt Annæ Plads
 For Sankt Annæ Gade på Christianshavn, se Sankt Annæ Gade.
Sankt Annæ Plads er en langstrakt plads i København, der danner overgang mellem området ved Nyhavn og Frederiksstaden. Ved pladsens udmunding i Bredgade findes en rytterstatue i bronze af kong Christian 10. udført af Einar Utzon-Frank og rejst 1954. Pladsen bliver mod øst til Kvæsthusbroen, hvor Skuespilhuset ligger.
Den regulære plads blev anlagt i 1700-tallet, da Frederiksstaden var under anlæggelse. Før da var der blot en smal gade, Sankt Annæ Gade, langs med hvilken der løb en kanal, der blev kaldt Sankt Annæ Grav.
Garnisonspladsen var i 1800-tallet en almindelig (men uofficiel?) betegnelse for Sankt Annæ Plads på grund af Garnisons Kirkes eksistens langs pladsen.
I 1942 var der planlagt en forlængelse af Sankt Annæ Plads mod Landgreven og Kongens Have i form af et gadegennembrud, der ville have ryddet hele husrækken Bredgade 27-33, men planen blev opgivet.

## Markante bygningsværker omkring pladsen
- Nr. 1-3: Fibigers Gård (1847-50 af G.F. Hetsch og P.C. Hagemann, fredet)
- Nr. 2/Bredgade 24: 1855 af N.S. Nebelong. Fredet 1987.
- Nr. 4: Garnisonskirken (1703-06 af Wilhelm Friedrich von Platen)
- Nr. 5: Rawerts Gård (1) (1795-96 af og for Jørgen Henrik Rawert, ombygget 1926, fredet)
- Nr. 7-9: Spejlvendte dobbelthuse (1750 af Nicolai Eigtved, begge ombygget, begge fredet 1932)
- Nr. 10: 1785 af Andreas Hallander. Fredet 1964.
- Nr. 11: Rawerts Gård (2) (1801 af Jørgen Henrik Rawert). Næsten identisk med nr. 5.
- Nr. 13: Prins Wilhelms Palæ (1749-51, forhøjet 1922-22, fredet)
- Nr. 15: Jeginds Gård, nu Sveriges ambassade (1752 af Nicolai Eigtved, forhøjet 1853-55)
- Nr. 15A-B: 1853-55 for grosserer Ph. Randrup. Også del af den svenske ambassade.
- Nr. 16: Sant [sic] Annæ Hus (1898 af Thorvald Jørgensen)
- Nr. 17: Lensgreverne af Knuth til Knuthenborgs vinterresidens, senere Harald Hansens Palæ (1868, tilskrives både C.V. Nielsen og Johan Schrøder)
- Nr. 19: Tidligere Niels Brocks Handelsskole (1890-91 af Albert Jensen)
- Nr. 20-20A: 1857 af H.C. Tybjerg.
- Nr. 21: Hotel Codan (1948-50 af Ole Falkentorp, Harald Petersen og Ole Buhl)
- Nr. 22/Toldbodgade 23: 1854 af H.C. Tybjerg.
- Nr. 28: DFDS' tidligere hovedsæde, nu JL-Fondet, Kvæsthusgade 9-11, København (1871-72 af Georg E.W. Møller, ombygget af Albert Jensen 1891-94)
- Nr. 36/Kvæsthusgade 10: Skuespilhuset (2004-08 af Lundgaard & Tranberg)

## Billeder
- Pladsen set fra øst.
- Sveriges ambassade
- Garnisonskirke
- Finlands ambassade.
- Statue af komponisten J.P.E. Hartmann, udført af August Saabye.